# Высоцкий, Феликс Михайлович
Фе́ликс Миха́йлович Высо́цкий (22 ноября 1909, Рига, Российская империя, ныне Латвия — 1 августа 1982) — советский грузинский кинооператор.  Народный артист Грузинской ССР (1979).

## Биография
В 1936 году окончил ВГИК. Снимал как художественные, так и документальные фильмы.

## Фильмография

### Оператор
- 1939 — Запоздалый жених
- 1941 — Каджана
- 1941 — С добрым утром
- 1942 — Мост (к/м)
- 1945 — Золотая тропа
- 1947 — Колыбель поэта
- 1955 — Мастера грузинского балета (фильм-спектакль)
- 1957 — Тайна двух океанов
- 1958 — Маяковский начинался так…
- 1959 — Цветок на снегу
- 1960 — Венецианский мавр (фильм-балет)
- 1961 — Добрые люди
- 1961 — Мяч и поле (к/м)
- 1963 — Кто оседлает коня?
- 1964 — Закон гор
- 1966 — Встреча в горах
- 1966 — Встреча с прошлым
- 1967 — Мой друг Нодар
- 1969 — Ожидание
- 1970 — Сады Семирамиды
- 1971 — Перед рассветом
- 1973 — Мои каникулы (к/м)
- 1975 — Побег на рассвете
- 1975 — Чужая птица (к/м)
- 1977 — Заправщик (киноальманах «Будем знакомы», эпизодическая роль)
- 1977 — Когда матерей нет дома (к/м)
- 1982 — Три оплеухи

## Награды
- ? — Заслуженный деятель искусств Грузинской ССР
- 1979 — Народный артист Грузинской ССР